# Von-Neumann-Algebra
Eine Von-Neumann-Algebra oder W*-Algebra ist eine mathematische Struktur in der Funktionalanalysis. Historisch beginnt die Theorie der Von-Neumann-Algebren mit den grundlegenden von 1936 bis 1943 erschienenen Arbeiten von Francis J. Murray und John von Neumann On rings of operators. Der Name Von-Neumann-Algebra für derartige Algebren geht auf einen Vorschlag von Jean Dieudonné zurück.

## Definition
Eine Von-Neumann-Algebra {\displaystyle A} (benannt nach John von Neumann) oder (mittlerweile veraltet) ein Ring von Operatoren ist eine *-Unteralgebra mit Eins der Algebra {\displaystyle L\left(H\right)} der beschränkten linearen Operatoren eines Hilbertraums {\displaystyle H}, die eine (und damit alle) der drei folgenden äquivalenten Bedingungen erfüllt:
- {\displaystyle A=A''}.
- {\displaystyle A} ist abgeschlossen in der starken Operatortopologie.
- {\displaystyle A} ist abgeschlossen in der schwachen Operatortopologie.

Hierbei ist {\displaystyle A':={\bigl \{}x\in L(H)\,|\,\forall a\in A:\,xa=ax{\bigr \}}} die Kommutante von {\displaystyle A} und entsprechend {\displaystyle A''} die Kommutante von {\displaystyle A'}.
Die Äquivalenz der drei obigen Aussagen nennt man den von Neumannschen Doppelkommutantensatz oder Bikommutantensatz. Diese Aussage kann wie folgt verschärft werden:
- Ist {\displaystyle A\subset L(H)} eine *-Unteralgebra mit Eins, so ist {\displaystyle A''} der Abschluss von {\displaystyle A} sowohl in der schwachen als auch in der starken Operatortopologie.

Auch diese Formulierung, die eine Äquivalenz zwischen der rein algebraischen Kommutanten-Bildung und der rein topologischen Dichte-Beziehung bzw. Abschluss-Bildung herstellt, wird als Bikommutantensatz bezeichnet. 
Damit erweist sich der Bikommutantensatz als ein Dichtheitssatz. Zusammen mit dem weiteren Dichtheitssatz von Kaplansky stellt er den Ausgangspunkt der Theorie der Von-Neumann-Algebren dar.
Eine Von-Neumann-Algebra kann nach einem Satz von Shōichirō Sakai auch abstrakt ohne einen zugrundeliegenden Hilbertraum definiert werden:
- Eine Von-Neumann-Algebra {\displaystyle A} ist eine C*-Algebra, die der topologische Dualraum eines Banachraums {\displaystyle A_{\star }} ist.

## Faktoren
Die Von-Neumann-Algebra {\displaystyle A} heißt Faktor, falls sie eine der beiden folgenden äquivalenten Bedingungen erfüllt:
- {\displaystyle A\cap A'=\mathbb {C} \cdot 1_{H}}.
- {\displaystyle A\cup A'} erzeugt {\displaystyle L\left(H\right)}.

Da {\displaystyle A\cap A'} die Menge der Operatoren aus {\displaystyle A} ist, die mit allen Operatoren aus {\displaystyle A} kommutieren, ist {\displaystyle A\cap A'} das Zentrum von {\displaystyle A}. Faktoren sind daher die Von-Neumann-Algebren mit kleinst möglichem Zentrum. 
Man kann Von-Neumann-Algebren als direktes Integral (eine Verallgemeinerung der direkten Summe) von Faktoren darstellen, das heißt, Von-Neumann-Algebren sind in diesem Sinne aus Faktoren zusammengesetzt. 
{\displaystyle L\left(H\right)} und {\displaystyle \mathbb {C} \cdot 1_{H}} sind Beispiele für Faktoren. Mit {\displaystyle A} ist auch {\displaystyle A'} ein Faktor; offenbar gilt {\displaystyle L\left(H\right)'=\mathbb {C} \cdot 1_{H}} und {\displaystyle (\mathbb {C} \cdot 1_{H})'=L\left(H\right)}.
Bei den Faktoren können 3 Typen, die Typ I, Typ II und Typ III heißen, unterschieden werden.

## Kommutative Von-Neumann-Algebren
Sei {\displaystyle (X,{\mathfrak {X}},\mu )} ein {\displaystyle \sigma }-endlicher Maßraum.
Dann ist {\displaystyle H=} L2{\displaystyle (X,{\mathfrak {X}},\mu )} ein Hilbertraum, und jede wesentlich beschränkte Funktion {\displaystyle f\in L^{\infty }(X,{\mathfrak {X}},\mu )} definiert via Multiplikation einen Operator {\displaystyle M_{f}\in L(H),M_{f}(g):=f\cdot g}. 
Die Menge aller {\displaystyle M_{f}} ist eine kommutative Von-Neumann-Algebra {\displaystyle {\mathcal {M}}\subset L(H)}, und die Abbildung {\displaystyle f\mapsto M_{f}} ist ein *-Isomorphismus {\displaystyle L^{\infty }(X,{\mathfrak {X}},\mu )\to {\mathcal {M}}}. Man kann {\displaystyle {\mathcal {M}}'={\mathcal {M}}} zeigen, das heißt, die Algebra {\displaystyle {\mathcal {M}}} stimmt mit ihrem Kommutanten überein. 
Keine echte Oberalgebra kann daher kommutativ sein, {\displaystyle {\mathcal {M}}} ist also eine maximale kommutative Von-Neumann-Algebra.
Betrachtet man speziell den Maßraum {\displaystyle ([0,1],{\mathcal {B}},\lambda )} (Einheitsintervall mit dem Lebesgue-Maß), so kann man zeigen, dass der Bikommutant von {\displaystyle \{M_{f};\,f\in C([0,1])\}} mit {\displaystyle {\mathcal {M}}\cong L^{\infty }([0,1])} zusammenfällt. 
Der Übergang vom topologischen Konstrukt {\displaystyle C([0,1])} zum maßtheoretischen Konstrukt {\displaystyle L^{\infty }([0,1])} entspricht dem Übergang von C*-Algebren zu Von-Neumann-Algebren. 
Während man bei C*-Algebren wegen des Satzes von Gelfand-Neumark von nicht-kommutativer Topologie spricht, gibt die hier angestellte Betrachtung Anlass, eine Von-Neumann-Algebra als einen nicht-kommutativen Maßraum anzusehen, man spricht daher auch von nicht-kommutativer Maßtheorie.

## Eigenschaften
Jede Von-Neumann-Algebra ist eine C*-Algebra und somit auch eine Banachalgebra.
Wie sich aus dem beschränkten Borel-Funktionalkalkül ergibt, enthalten Von-Neumann-Algebren sehr viele Orthogonalprojektionen; jeder Operator ist in der Normtopologie Limes von Linearkombinationen von Orthogonalprojektionen.
Dies ist ein wesentlicher Unterschied zu den C*-Algebren, die, wie das Beispiel C([0,1]) zeigt, neben 0 und 1 keine weiteren Projektionen enthalten müssen. 
Man kann aus der Menge der Projektionen einen Verband konstruieren;
die Struktur dieses Verbandes wird zur Typklassifikation der Von-Neumann-Algebren herangezogen.